# Міту білогузий
Міту білогузий (Mitu salvini) — вид куроподібних птахів родини краксових (Cracidae). Названий на честь англійського натураліста Осберта Селвіна.

## Поширення
Вид поширений в південній Колумбії, східному Еквадорі та північному сході Перу. Мешкає у тропічних вологих лісах.

## Опис
Птах завдовжки 75-89 см, вагою до 3100 г. Черевце, підхвіст і кінчик хвоста білі, утворюючи в останньому дуже характерну широку прозору смугу. Решта оперення чорне з темно-синіми відблисками на гребені, плечах, криючих частинах крил і на верхній частині грудей. Дзьоб червоний або оранжевий, сильно вигнутий і стиснутий, ноги червонуваті.

## Спосіб життя
Харчується опалими плодами і насінням. Трапляється парами, поодинці або невеликими групами.